# Captain Underpants: The First Epic Movie
Captain Underpants: The First Epic Movie (titulada Las Aventuras del Capitán Calzoncillos: La Película en Hispanoamérica, Capitán Calzoncillos: Su Primer Peliculón en España) es una película estadounidense de animación y comedia, dirigida por David Soren y basada en el libro de Dav Pilkey del mismo nombre. La película está protagonizada por Ed Helms, Kevin Hart, Thomas Middleditch en los papeles principales, con Nick Kroll y Jordan Peele en papeles secundarios. La película se estrenó el 2 de junio de 2017, siendo la última película de DreamWorks Animation que fue distribuida por 20th Century Fox.

## Sinopsis
Jorge y Berto son dos niños de primaria a los que les encantan los cómics y se dedican a pintar y dibujar historietas cuyo personaje central es el Capitán Calzoncillos. Un día, de manera accidental, hipnotizan al director de la escuela, provocando su transformación en el mismo Capitán Calzoncillos de sus alocados tebeos. Cada vez que alguien chasquea los dedos, el Sr. Carrasquilla se convierte en este superhéroe, que debe sus poderes a sus turbocalzones. Para volver a ser el Sr. Carrasquilla, basta con que se le eche agua por encima.

## Argumento
En Piqua, Ohio, Jorge Betanzos y Berto Henares son dos amigos de cuarto grado y vecinos de al lado que a menudo traen alegría a su escuela, la Primaria Jerónimo Chumillas, por medio de un exceso de bromas a los maestros crueles, especialmente al malvado director Benjamin "Benny" Carrasquilla, lo que los pone en desacuerdo con él. El dúo también crea libros de cómics sobre un superhéroe llamado Capitán Calzoncillos, un personaje que tiene súperpoderes y usa ropa interior y una capa. Los cuales venden a sus compañeros a través de una compañía de cómics llamada Cuentos Casa en Rama S.A., ubicada en su casa del árbol. Las bromas de Jorge y Berto terminan aparentemente después de manipular un invento de inodoro, el Inodoro Turbo-tron 2000, creado por el soplón local de la escuela, el intelectual Gustavo Lumbreras, quien pudo atraparlos gracias a otro invento que el Señor Carrasquilla le pidió que hiciera, la Tortuga Soplona 2000. Esto hace el Señor Carrasquilla decida poner a los niños en clases separadas y así aniquilar su amistad.
Para evitar esto, Jorge hipnotiza al Sr. Carrasquilla con un Hipno Anillo 3D que recibió de una caja de cereales; los niños ven que el Sr. Carrasquilla se parece al Capitán Calzoncillos sin su peluquín y le ordenan que sea el Capitán Calzoncillos. Los muchachos pronto aprenden la gravedad de esto cuando el Capitán Calzoncillos comienza a causar algunos problemas alrededor de Piqua, por lo cual lo llevan a su casa en el árbol. Allí descubren que pueden convertir al Capitán Calzoncillos de nuevo en el Sr. Carrasqullia salpicándole agua y pueden convertirlo nuevamente en Capitán Calzoncillos chasqueando los dedos. Creyendo que el Sr. Carrasquilla continuará tratando de separarlos, deciden conformarse con el Capitán Calzoncillos pero insisten en que este se disfrace del Sr. Carrasquilla bajo el pretexto de "una identidad secreta" a la que el Capitán Calzoncillos esta de acuerdo. Su repentino cambio de personalidad incluso logra atraer la atención y el afecto de la tímida dama del almuerzo de la escuela, Edith.
Justo cuando Jorge y Berto creen que sus problemas han terminado, la Escuela Primaria Jerónimo Chumillas recibe la visita de un extraño científico con acento Ruso llamado Profesor P. Capitán Calzoncillos (disfrazado del Sr. Carrasquilla) lo contrata para ser un nuevo maestro, pero Jorge y Berto desconfían de él debido a su comportamiento violento y de mal genio, así que Jorge y Berto revisan su expediente y ven que su nombre es "Pipicaca" Como resultado, el profesor P. está tratando de deshacerse de la risa por completo debido al hecho de que la gente se ha burlado de su nombre durante años.
Con el Capitán Calzoncillos como director, la escuela es un lugar más animado, con un parque de atracciones en el patio. Sin embargo ocurre una tormenta y el Capitán Calzoncillos se convierte nuevamente en el Sr. Carrasquilla, quien finalmente termina el papeleo para poner a Jorge y Berto en clases separadas. Mientras tanto el Profesor P., recluta a Gustavo en su plan, ya que su cerebro carece de un "Jajagafarrisábalo", una glándula que provoca la risa. Pronto, el Profesor Pipicaca intenta tomar el control de la ciudad con una versión gigante del Inodoro Turbo-tron 2000, alimentado por las sobras podridas de la cafetería de la escuela dejadas por Edith, y utiliza el cerebro de Gustavo para convertir a los niños en zombis sombríos y sin humor. El Capitán Calzoncillos intenta detener al villano, pero debido a que no tiene súper poderes reales, es derrotado y arrojado sin esfuerzo al inodoro. Jorge y Berto son capturados y casi se convierten en zombis, pero son capaces de escapar cuando su risa de la broma que los hizo amigos en el jardín de niños, daña la computadora del Inodoro Turbo-tron 2000. Al consumir las sobras mutadas, Capitán Calzoncillos adquiere súper poderes y, con la ayuda de Jorge y Berto, derrota a Pipicaca, aunque se escapa poco después.
Sabiendo que no pueden controlar al Capitán Calzoncillos, Jorge y Berto destruyen el Hipno Anillo 3D en un intento por cambiarlo permanentemente al Sr. Carrasquilla. Al sentir que el Sr. Carrasquilla sería más agradable si tuviera amigos, los chicos lo pusieron a él y a Edith en una cita, provocando que el Sr. Carrasquilla tenga un cambio de actitud. Devuelve los cómics que le quitó a Jorge y a Berto, incluso admitiendo que son divertidos. Sin embargo, los desechos tóxicos del Inodoro Turbo-tron 2000 transforman todos los inodoros en un ejército de  Inodoros Parlantes que atacan el restaurante donde cenan el Sr. Carrasquilla y Edith. Al chasquear sus dedos accidentalmente, el Sr. Carrasquilla se convierte nuevamente en el Capitán Calzoncillos, y se lleva a Jorge y a Berto para ayudarlos a luchar contra los inodoros, para sorpresa y admiración de Edith.
En una escena a mitad de créditos, Jorge y Berto se dan cuenta de que la secretaria, a la que pusieron al teléfono simulando una competencia por $ 1 mil millones, ha estado al teléfono durante toda la película, por lo cual cierra la llamada para enfado de la secretaria y crean un nuevo cómic basado en su reacción.

## Reparto
| Personaje            | Personaje            | Actor de voz       | Actor de doblaje             | Actor de doblaje      |
| Nombre original      | Nombre en español    | Actor de voz       | Doblaje para Hispanoameérica | Doblaje para España   |
| -------------------- | -------------------- | ------------------ | ---------------------------- | --------------------- |
| Mr. Krupp            | Sr. Carrasquilla     | Ed Helms           | Arturo Mercado Jr.           | Eduard Doncos         |
| Captain Underpants   | Capitán Calzoncillos | Ed Helms           | Arturo Mercado Jr.           | Eduard Doncos         |
| George Beard         | Jorge Betanzos       | Kevin Hart         | Bruno Coronel                | Roger Isasi-Isasmendi |
| Harold Hutchins      | Berto Henares        | Thomas Middleditch | Arturo Castañeda             | Carlos Lladó          |
| Professor Poopypants | Profesor Pipicaca    | Nick Kroll         | Enrique Cervantes            | José Javier Serrano   |
| Melvin Sneedly       | Gustavo Lumbreras    | Jordan Peele       | Eduardo Garza                | Xavier Casan          |

## Producción
El 20 de octubre de 2011, se informó de que DreamWorks Animation había adquirido los derechos para hacer una película de animación basada en el libro El Capitán Calzoncillos. El 25 de octubre de 2013, se informó de que Rob Letterman dirigiría la película, mientras que Nicholas Stoller escribiría el guion. Hubiera sido la segunda película de Letterman y Stoller trabajando juntos, la primera fue Los viajes de Gulliver. El 21 de enero de 2014, el elenco se anunció, con Ed Helms como el Señor Krupp / Capitán Calzoncillos; Kevin Hart como George Beard; Thomas Middleditch como Harold Hutchins; Nick Kroll como el villano insidioso, el Profesor Poopypants; y Jordan Peele como Melvin, el némesis nerd de George y Harold. El 12 de junio del mismo año, la película fue programada para estrenarse el 13 de enero de 2017. El 25 de enero de 2015, se anunció que la película sufrió un cambio y se produciría fuera del estudio a un costo significativamente menor y será lanzado en algún momento de 2017. Un mes más tarde, Deadline informó de que Letterman había abandonado el proyecto, y que David Soren, el director de Turbo, estaba en conversaciones para dirigir la película, que se espera sea lanzado el 2 de junio de 2017.

## Estreno
La película se estrenó en los Estados Unidos el 2 de junio de 2017 y en México el 10 de agosto del mismo año.